# Des ombres sans soleil
Pour plus de détails, voir Fiche technique et Distribution.
Des ombres sans soleil (Sunless Shadows) est un film documentaire iranien réalisé par Mehrdad Oskouei et sorti en France en 2022.

## Fiche technique
(source : film-documentaire)
- Titre : Des ombres sans soleil
- Titre original : Sunless Shadows
- Réalisation : Mehrdad Oskouei
- Scénario : Mehrdad Oskouei
- Photographie : Mehdi Azadi
- Son : Parsa Karimi et Mahmoud Khorsand
- Montage : Amir Adibparvar
- Musique : Afshin Azizi
- Sociétés de production : Oskouei Film Production - Indie Film
- Pays de production :  Iran -  Norvège
- Genre : Documentaire
- Durée : 74 minutes
- Dates de sortie : 
  - France : 26 janvier 2022

## Distinctions
- Prix du meilleur réalisateur au Festival international du film documentaire d'Amsterdam 2019
- Grand prix Nanook au Festival international Jean-Rouch 2020